# Mica Paris
Mica Paris, nome artístico de Michelle Wallen (Londres, 27 de abril de 1969), é uma cantora inglesa.